# Mercedes-Benz O405N
Il Mercedes-Benz O405N è un autobus tedesco prodotto dal 1989 al 2001.

## Progetto

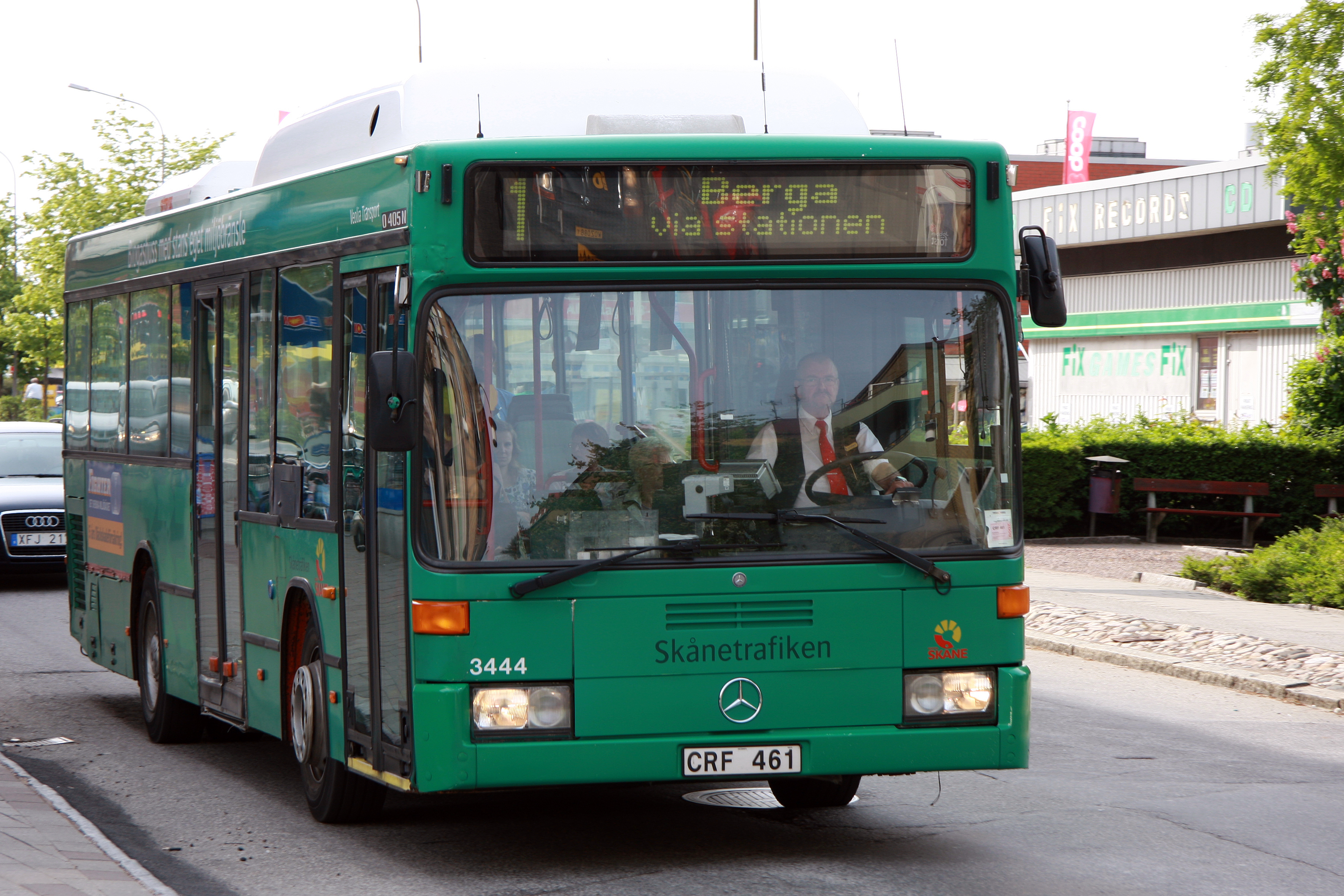
O405NK in Svezia

Il Mercedes O405N nasce come evoluzione del precedente O405, sviluppato secondo i canoni dettati dalla normativa VOV-III per la realizzazione di un modello di autobus standard. In particolare, l'obiettivo della VOV-III era la realizzazione di un autobus a pianale ribassato in corrispondenza degli accessi anteriore e centrale, così da consentire l'accesso al mezzo anche a disabili non deambulanti.

## Tecnica[1]
Come già accennato, l'O405N altro non è che l'evoluzione del precedente modello. Il motore OM 447-hLA, rispondente alle normative Euro 1 e 2, eroga una potenza di 184 kW o 250 cv, mentre la capienza del mezzo è variabile dagli 88 ai 106 passeggeri, in base alle diverse configurazioni dell'allestimento.
Esteticamente l'O405N presenta un frontale più basso rispetto a quello dell'O405; il parabrezza è inoltre realizzato in un pezzo unico, a differenza del modello precedente. Gli esemplari prodotti dal 1989 al 1994 presentano i sedili installati su appositi podesti; a causa di questa scelta la linea di cintura del mezzo è rialzata. A partire dal 1994 entra in produzione la versione denominata O405N2 che vede l'eliminazione dei podesti e presenta una linea di cintura su due livelli.

## Versioni
Ecco un riepilogo delle versioni prodotte:

### O405NK
- Lunghezza: 10,5 metri
- Alimentazione: Gasolio
- Allestimento: Urbano
- Porte: 2 o 3, rototraslanti o ad espulsione
- Versione O405NKF[2] alta 2,6 metri per la città di Karlsruhe

### O405N
- Lunghezza: 12 metri
- Alimentazione: Gasolio, Metano (O405N-G), Filobus (O405NE)
- Allestimento: Urbano, Interurbano (O405NÜ)
- Porte: 2 o 3, rototraslanti o ad espulsione

### O405NL
- Lunghezza: 13 metri
- Alimentazione: Gasolio
- Allestimento: Urbano, Interurbano (O405NÜL)
- Porte: 2 o 3, rototraslanti o ad espulsione

### O405GN
- Lunghezza: 18 metri
- Alimentazione: Gasolio, Ibrido (O405GN-DE), Filobus (O405GN-TD)
- Allestimento: Urbano, Interurbano (O405GNÜ)
- Porte: 3 o 4, rototraslanti o ad espulsione

## Diffusione

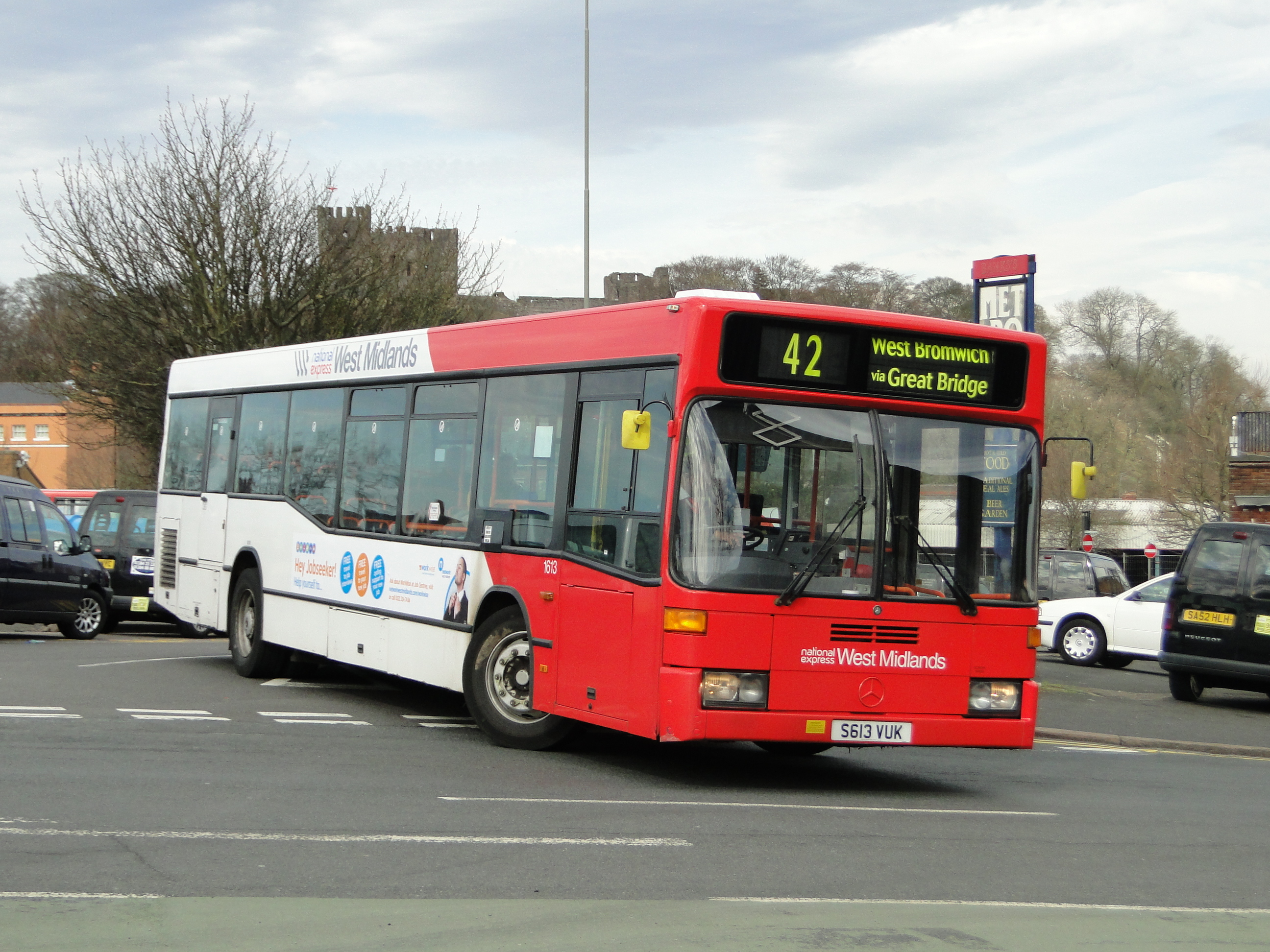
O405N con guida a destra a West Bromwich

Il Mercedes O405N ha avuto un grandissimo successo in tutta Europa, grazie alle sue doti di affidabilità e qualità. Sono state anche prodotte versioni con guida a destra, dedicate al mercato inglese e sudafricano.
In Italia esemplari di questo modello, in versione urbana e interurbana (alcuni dei quali carrozzati dalla Fratelli Macchi di Varese), sono stati acquistati da società quali la SAB di Bergamo, la SIA di Brescia, la TPER di bologna, la Atral di Latina ed altre aziende minori, circolando su varie tratte sia urbane che extraurbane per oltre trent'anni.